# Ihlen, Minnesota
Ihlen är en ort i Pipestone County i Minnesota. Orten har fått sitt namn efter markägaren Casper Ihlen. Vid 2010 års folkräkning hade Ihlen 63 invånare.